# Рамсон (Нью-Джерсі)
Рамсон (англ. Rumson) — місто (англ. borough) в США, в окрузі Монмаут штату Нью-Джерсі. Населення — 7343 особи (2020).

## Географія
Рамсон розташований за координатами 40°21′44″ пн. ш. 74°0′17″ зх. д. / 40.36222° пн. ш. 74.00472° зх. д. (40.362200, -74.004678).  За даними Бюро перепису населення США в 2010 році місто мало площу 18,43 км², з яких 13,10 км² — суходіл та 5,33 км² — водойми.

## Демографія
Згідно з переписом 2010 року, у селищі мешкали 7122 особи в 2344 домогосподарствах у складі 1957 родин. Було 2585 помешкань
Расовий склад населення:
| - 97,2 % — білих - 1,3 % — азіатів - 0,3 % — чорних або афроамериканців - 0,1 % — корінних американців |

До двох чи більше рас належало 1,0 %. Частка іспаномовних становила 2,4 % від усіх жителів.
За віковим діапазоном населення розподілялося таким чином: 32,5 % — особи молодші 18 років, 56,2 % — особи у віці 18—64 років, 11,3 % — особи у віці 65 років та старші. Медіана віку мешканця становила 41,6 року. На 100 осіб жіночої статі у селищі припадало 94,0 чоловіків;  на 100 жінок у віці від 18 років та старших — 89,9 чоловіків також старших 18 років.
Середній дохід на одне домашнє господарство  становив 242 158 доларів США (медіана — 136 538), а середній дохід на одну сім'ю — 274 449 доларів (медіана — 174 231). За межею бідності перебувало 2,9 % осіб, у тому числі 3,0 % дітей у віці до 18 років та 0,1 % осіб у віці 65 років та старших.
Цивільне працевлаштоване населення становило 2815 осіб. Основні галузі зайнятості: фінанси, страхування та нерухомість — 21,9 %, освіта, охорона здоров'я та соціальна допомога — 20,0 %, науковці, спеціалісти, менеджери — 15,8 %.